# Liste de localités des Îles Marshall
ce tableau donne un bref aperçu des principales zones urbaines significatives des Îles Marshall (ici celles de plus de 1 000 habitants).
| Ville ou village   | Atoll     | île ou archipel | Population (date de recensement) | Particularité                                                                     |
| ------------------ | --------- | --------------- | -------------------------------- | --------------------------------------------------------------------------------- |
| Ajeltake           | Majuro    | Chaîne de Ratak | 1 700 (2006)                     | -                                                                                 |
| Delap-Uliga-Darrit | Majuro    | Chaîne de Ratak | 20 301 (2012)                    | Plus grande ville du pays, surnommée Majuro. C'est la capitale des îles Marshall. |
| Ebeye              | Kwajalein | Chaîne de Ralik | 9 627 (2012)                     | Deuxième ville des îles Marshall et première de son atoll.                        |
| Laura              | Majuro    | Chaîne de Ratak | 2 200 (2006)                     | -                                                                                 |
| Rairok             | Majuro    | Chaîne de Ratak | 6 390 (2009)                     | Siège de l'aéroport international                                                 |